# Чистяков Олексій Вікторович
Олексій Вікторович Чистяков (рос. Алексей Викторович Чистяков; нар. 3 листопада 1955, Краснодар, РРФСР) — радянський та російський футболіст та тренер, виступав на позиції воротаря.

## Кар'єра гравця
Займатися футболом розпочав у команді «Старт», де його тренерами були Валерій Зав'ялов та Петро Тітов. З 1971 по 1973 рік викликався до складу юнацьких збірних РРФСР та СРСР. З 1974 по 1976 рік виступав за «Кубань», у 61 матчі першості пропустив 87 м'ячів, ще 1 поєдинок, в якому пропустив 2 м'ячі, провів у Кубку СРСР.
Потім був в складі майкопською «Дружби», а в 1979 році в складі московського «Локомотива», за який, проте, жодного разу не зіграв. У 1980 році перейшов у волгодонський «Атоммаш». Але того ж року призваний на військову службу, яку до 1981 року проходив у ростовському СКА. У складі ростовського колективу дебютував у Вищій лізі СРСР, де провів 12 матчів та став володарем Кубка СРСР 1981 року.
З 1982 по 1986 рік грав за ворошиловградську «Зорю», взяв участь в 73 поєдинках команди в першості в період з 1982 по 1986 рік і провів 3 матчі у розіграшах Кубку СРСР, в яких пропустив 7 м'ячів. З 1987 по 1990 рік виступав за клуб СКА ПУВ в Угорщині. У 1998 році грав за краснодарський «Вагонник» у чемпіонаті Росії серед КФК.

## Кар'єра тренера
Після завершення кар'єри гравця працював з молодими футболістами в училище олімпійського резерву Луганська, після чого допомагав організовувати в місті жіночий футбол, працював з командою «Юніса» і з жіночою олімпійською збірною України.
У 1995 році повернувся в рідне місто, де спочатку не міг знайти тренерську роботу. Потім працював у жіночому клубі «Кубаночка», а пізніше працював в краснодарської ДСШ «Юність» з командою 1988-89 року народження. З 1999 року був тренером воротарів у «Дніпрі». У 2001 році перейшов на роботу в «Шахтар», де працював до 2006 року, займався підготовкою воротарів резерву головної команди клубу в колективах «Шахтар-2» і «Шахтар-3», а також стежив за роботою з голкіперами в інтернаті та школі донецького клубу і переглядав молодих воротарів в різних лігах України. З 2002 по 2003 рік працював з воротарями безпосередньо в головній команді «Шахтаря».
У 2007 році почав працювати в клубі «Есіль-Богатир», де тренував воротарів до 2008 року. З 2008 року працюва у «Краснодарі». З липня 2012 року — заступник директора з методичної роботи в Академії футболу Краснодарського краю. З 2012 по 2014 рік тренував воротарів у молодіжній та національній збірній Вірменії, також працював на аналогічній позиції в столичному «Пюніку». З 2014 по 2015 рік тренував воротарів у казахському «Таразі».

## Досягнення
- Кубок СРСР
  -  Володар (1): 1981